# Archivo Histórico Riva-Agüero
El Archivo Histórico Riva-Agüero, fue creado por acuerdo del Consejo Directivo del Instituto Riva-Agüero el 21 de febrero de 1975, dando cumplimiento a una cláusula del testamento de José de la Riva-Agüero y Osma, que estipulaba la formación de un archivo con la documentación que él había legado a la Pontificia Universidad Católica del Perú; la cual provenía de su celo en la preservación de los documentos que había heredado de sus antepasados y de los que él había generado a lo largo de su vida.

## Fondo Riva-Agüero
El Fondo Riva Agüero está compuesto por todos aquellos documentos que José de la Riva-Agüero y Osma heredó y preservó de sus antepasados, así como de aquellos que produjo en su vida privada y durante el ejercicio de sus actividades tanto en el campo profesional como en el intelectual.
El fondo está integrado por manuscritos, impresos, fotografías, daguerrotipos, postales, grabados, caricaturas y material cartográfico, que abarcan el periodo comprendido entre el siglo XVI y el siglo XX.
El Fondo Riva-Agüero, se encuentra organizado en cuatro grandes secciones:
1. Colonia: Reúne documentos de interés para la historia política, social, comercial y económica, correspondientes a los siglos XVII, XVIII, y parte del XIX, generados por los integrantes de las familias de las que desciende José de la Riva Agüero,
2. República: Reúne documentos de interés para la historia política, social, comercial y económica,  correspondientes a los siglos XIX y parte del XX, generados por las familias Osma y Sancho Dávila, Riva-Agüero y Looz- Corswarem y José de la Riva Agüero y Riglos, los cuales también jugaron papeles importantes en los albores de la independencia y de los primeros años de la vida republicana del Perú. Asimismo, de la Guerra del Pacífico y de la llegada del siglo XX.
3. José de la Riva-Agüero y Osma: Constituida por los documentos que generó don José de la Riva-Agüero y Osma constituyen el corpus documental más importante de esta colección y del Archivo, que abarca los siglos XIX al XX y nos dan luces sobre sus actividades políticas, administrativas, gubernamentales, económicas, etc.
4. Visual: Constituida por alrededor de 5 mil piezas entre fotografías, placas de vidrio, postales, grabados y daguerrotipos. En diferentes formatos encontramos vistas de Lima y otras provincias, personajes, monumentos civiles, eclesiásticos y arqueológicos y de diversos objetos.

## Colecciones
Las colecciones que custodia el archivo y que complementan el Fondo, pertenecen a personajes de la vida académica, política y social del Perú, entregadas para su conservación, catalogación y puesta al servicio de los investigadores. Abarcan del siglo XVI al siglo XX. Las colecciones son:
1. Alayza-Losada, familia
2. Althaus
3. Álvarez Brun, Félix
4. Alzamora y Miranda
5. Arrieta Álvarez, Ada
6. Aspíllaga, familia
7. Ayulo Pardo, familia
8. Batson, Robert
9. Belaunde, Víctor Andrés
10. Bergmann-Kushner
11. Cabieses G. S.
12. Calderón Andreu, Gladys
13. Carrera Naranjo
14. Cayo Córdova, Percy
15. Colmenares, David
16. Coloma Porcari, César
17. Criado Tejada, Víctor
18. Dammert Bellido, José Antonio
19. Dargent Chamot, Eduardo
20. Denegri Luna, Félix
21. Eguren, José María
22. Elejalde
23. Gálvez Peña, Carlos
24. Gálvez/Ortega Gálvez
25. Gamio Palacio, Fernando
26. Gastañeta Carrillo de Albornoz, Manuel
27. Giesecke, Albert
28. Gildemeister, Juan
29. Gonzales, Ceferino
30. Goyeneche, José Sebastián (arzobispo)
31. Grieve Madge, Jorge
32. Guerra Martinière, Margarita
33. Izcue
34. Izcue-Fuchs
35. Jiménez Saco, Plácido
36. Kiefer-Marchand
37. Leguía, Augusto B.
38. Lituma Portocarrero, Luis (Monseñor)
39. Lohmann Villena, Guillermo
40. Maldonado
41. Maynas
42. McCreery
43. Mejía Xesspe, Toribio
44. Mendiburu, Manuel de
45. Merino
46. Migliori, Antonio
47. Morzan
48. Muelle, Jorge
49. Música
50. Naranjo Carrera
51. Nieto Vélez, Armando (R.P.)
52. Núñez Hague, Estuardo
53. Pardo y Lavalle, Manuel
54. Pastoral del Penal de Lurigancho
55. Paz-Soldán, familia
56. Peñaloza, José Benigno
57. Peralta Bouroncle, Hernán
58. Philips
59. Piñeyro
60. Pizarro Camino
61. Polo, José Toribio
62. Rey Basin-Arnaud, Andrés
63. Reyes y Buitrón, Andrés
64. Roselli, Bruno
65. Samanez Ocampo, familia
66. Sánchez-Concha La Combe
67. Silva-Santisteban
68. Solari Otero
69. Stromsdorfer
70. Swayne y Mendoza, Guillermo
71. Tamachiro Yaga, Rolando
72. Teatro
73. Tejada Sorzano
74. Torrejón Muñoz, Luis
75. Varillas Montenegro, Alberto
76. Varón Gabai, Rafael
77. Vélez Picasso
78. Wiese (Monseñor)
79. Witt, Heinrich
80. Xammar, Luis Fabio
81. Yabar, Francisco
82. Zapata/Arias-Schreiber
83. Zevallos-Quiñones